# Djika Douglas
Djika Hugues Douglas (* 3. srpna 1993, Yaoundé, Kamerun) je kamerunský fotbalový záložník, od léta 2016 bez angažmá.

## Klubová kariéra
Djika Hugues Douglas začínal s fotbalem v Kamerunu, kde jej zaregistrovali zástupcí jedné z místních fotbalových akademií. V roce 2010 odešel do Evropy, konkrétně do Španělska. Ve Španělsku hrál v sezóně 2010/11 v týmu Pontevedra CF.
Do A-týmu FC Slovan Liberec pronikl v prosinci 2013. V 1. české lize debutoval 16. března 2013 na hřišti týmu Bohemians Praha 1905, kde odehrál 21 minut (Liberec prohrál 0:1). V sezóně2013/14 nastoupil celkem ke třem zápasům, branku nevstřelil. S Libercem si zahrál i ve skupinové fázi Evropské ligy 2013/14 (kde se tým střetl se španělskou Sevillou, německým Freiburgem a portugalským Estorilem). S týmem zažil vyřazení v šestnáctifinále proti nizozemskému AZ Alkmaar.
V lednu 2016 odešel na půlroční hostování do druholigového klubu FK Fotbal Třinec. Koncem června 2016 po návratu z hostování se stal volným hráčem.